# Quiermo Dumay
Quiermo Dumay (Apeldoorn, 10 februari 2001) is een Nederlands voetballer die als middenvelder voor GVVV speelt.

## Carrière
Quiermo Dumay speelde in de jeugd van ASV Groen Wit '62, AGOVV, CSV Apeldoorn en Go Ahead Eagles. Sinds 2020 speelt hij voor Go Ahead Eagles onder 21. Hij debuteerde in het eerste elftal op 15 november 2020, in de met 3-0 gewonnen thuiswedstrijd tegen FC Den Bosch. Hij kwam in de 84e minuut in het veld voor Jay Idzes.

### Statistieken
| Seizoen                    | Club            | Land           | Competitie     | Competitie | Competitie | Beker | Beker | Totaal | Totaal |
| Seizoen                    | Club            | Land           | Competitie     | Wed.       | Dlp.       | Wed.  | Dlp.  | Wed.   | Dlp.   |
| -------------------------- | --------------- | -------------- | -------------- | ---------- | ---------- | ----- | ----- | ------ | ------ |
| 2020/21                    | Go Ahead Eagles | Nederland      | Eerste divisie | 2          | 0          | 0     | 0     | 2      | 0      |
| Carrièretotaal             | Carrièretotaal  | Carrièretotaal | Carrièretotaal | 2          | 0          | 0     | 0     | 2      | 0      |
| Bijgewerkt op 20 juli 2023 |                 |                |                |            |            |       |       |        |        |